# Lepilemur hubbardorum
Lepilemur hubbardorum (Лепілемур Хаббарда) — вид приматів родини лепілемурових (Lepilemuridae). Назва шанує родину Теодора і Клер Хаббардів, хто підтримував дослідження та заходи збереження мадагаскарських приматів у фінансовому відношенні.

## Зовнішній вигляд
Порівняно невеликі примати з округлою головою з великими очима і довгими, потужними задніми ногами. Вони досягають довжини тіла 22-24 см, довжина хвоста близько 24 см і вага 0,8—1,1 кг, так що це дещо більш великий вид роду. Шерсть червонувато-коричневого кольору на спині, але на хвості червонувато-сіра, черево чисто біле. Є яскраве волосся на потилиці. Лице сіро-коричневе, верхня частина голови червонувата.

## Поширення
Цей вид знаходиться на південному заході Мадагаскару. Цей вид житель сухих листяних лісів.

## Поведінка
Мало що відомо про життя. Як і всі лепілемури ведуть нічний спосіб життя і сплять протягом дня в дуплах дерев або в заростях рослин. Вночі йдуть у пошуках їжі, якою служать листя, плоди, квіти, бутони й інші частини рослин. Вони рухаються вертикально по стовбурах карабкаючись або стрибками.

## Загрози
Цей вид знаходиться під загрозою втрати і деградації середовища проживання від зсуву сільського господарства, а також неприйнятних рівнів полювання. Проживає в англ. Zombitse-Vohibasia National Park.